# إليانور أودلي
إليانور أودلي (بالإنجليزية: Eleanor Audley) (19 نوفمبر 1905 - 25 نوفمبر 1991) ممثلة أمريكية كانت تعمل في إذاعة الراديو ودبلجة الرسوم المتحركة بصوتها المألوف، بالإضافة إلى عملها في التلفاز والسينما .

## روابط خارجية
- إليانور أودلي على موقع IMDb (الإنجليزية)
- إليانور أودلي على موقع ألو سيني (الفرنسية)
- إليانور أودلي على موقع أول موفي (الإنجليزية)
- إليانور أودلي على موقع قاعدة بيانات برودواي على الإنترنت (الإنجليزية)
- إليانور أودلي على موقع قاعدة بيانات برودواي على الإنترنت (الإنجليزية)
- إليانور أودلي على موقع قاعدة بيانات الأفلام السويدية (السويدية)
- إليانور أودلي على موقع إن إن دي بي (الإنجليزية)
- إليانور أودلي على موقع ديسكوغز (الإنجليزية)
- إليانور أودلي على موقع قاعدة بيانات الفيلم (الإنجليزية)
- إليانور أودلي على موقع كينوبويسك (الروسية)
- إليانور أودلي على موقع فايند أغريف